# Киллин, Том
Том Ки́ллин (англ. Tom Killin; род. 30 марта 1950, Эдинбург) — шотландский и британский кёрлингист на колясках, паралимпиец-фехтовальщик, игрок в настольный теннис, баскетболист на колясках, участник и призёр четырёх летних и зимних Паралимпийских игр.
Как фехтовальщик сидя выиграл две серебряные медали на Играх Содружества 1970.
В течение 12 лет входил в национальные команды Великобритании по настольному теннису на колясках (выиграл серебряную медаль на одном из чемпионатов мира) и баскетболу на колясках (баскетболу сидя).
Как фехтовальщик сидя участвовал в летних Паралимпийских играх 1980 (выиграл две серебряные медали в командном турнире) и 1984 (две бронзовые медали в командном турнире).
В 2003 начал заниматься кёрлингом на колясках. Участник сборной Великобритании на зимних Паралимпийских играх 2006 и 2010. Участник сборной Шотландии на нескольких чемпионатах мира, чемпион мира 2005.

## Достижения
Кёрлинг на колясках:
- Зимние Паралимпийские игры: серебро (2006).
- Чемпионат мира по кёрлингу на колясках: золото (2005), серебро (2011).
- Чемпионат Шотландии по кёрлингу на колясках: золото (2007, 2010, 2011, 2015, 2016, 2017, 2018).[4]

Фехтование сидя:
- Летние Паралимпийские игры: серебро (1980; 2 медали), бронза (1984; 2 медали).

## Кёрлинг-команды
| Сезон   | Четвёртый      | Третий         | Второй           | Первый          | Запасной                                         | Турниры            |
| ------- | -------------- | -------------- | ---------------- | --------------- | ------------------------------------------------ | ------------------ |
| 2004—05 | Фрэнк Даффи    | Майкл Маккриди | Том Киллин       | Эйнджи Мэлоун   | Кен Диксон тренер: Джейн Сандерсон               | ЧМК 2005           |
| 2005—06 | Фрэнк Даффи    | Майкл Маккриди | Том Киллин       | Эйнджи Мэлоун   | Кен Диксон тренер: Том Пендрей                   | ЗПИ 2006           |
| 2006—07 | Том Киллин     | Эйлин Нельсон  | Jim Elliott      | Rosemary Lenton |                                                  | ЧШК 2007           |
| 2007—08 | Майкл Маккриди | Эйлин Нельсон  | Том Киллин       | James Sellar    | Rosemary Lenton тренер: Том Пендрей              | ЧМК 2008 (7 место) |
| 2008—09 | Майкл Маккриди | Эйлин Нельсон  | Том Киллин       | James Sellar    | Rosemary Lenton тренеры: Том Пендрей, Шейла Суон | ЧМК 2009 (5 место) |
| 2009—10 | Эйлин Нельсон  | Майкл Маккриди | Том Киллин       | James Sellar    | Эйнджи Мэлоун                                    | ЧШК 2010           |
| 2009—10 | Эйлин Нельсон  | Майкл Маккриди | Том Киллин       | Эйнджи Мэлоун   | James Sellar тренер: Том Пендрей                 | ЗПИ 2010 (6 место) |
| 2010—11 | Эйлин Нельсон  | Том Киллин     | Ian Donaldson    | Майкл Маккриди  |                                                  | ЧШК 2011           |
| 2010—11 | Эйлин Нельсон  | Том Киллин     | Грегор Юэн       | Эйнджи Мэлоун   | Michael McKenzie тренер: Шейла Суон              | ЧМК 2011           |
| 2011—12 | Эйлин Нельсон  | Том Киллин     | Грегор Юэн       | Эйнджи Мэлоун   | Джим Голт тренер: Тони Заммейк                   | ЧМК 2012 (8 место) |
| 2012—13 | Эйлин Нельсон  | Грегор Юэн     | Роберт Макферсон | Том Киллин      | Эйнджи Мэлоун тренер: Тони Заммейк               | ЧМК 2013 (6 место) |
| 2014—15 | Грегор Юэн     | Джим Голт      | Том Киллин       | Jim Sellar      |                                                  | ЧШК 2015           |
| 2015—16 | Джим Голт      | Том Киллин     | Грегор Юэн       | Jim Sellar      |                                                  | ЧШК 2016           |
| 2016—17 | Джим Голт      | Том Киллин     | Debbie McKenna   | Jim Sellar      |                                                  | ЧШК 2017           |
| 2017—18 | Джим Голт      | Грегор Юэн     | Том Киллин       | Jim Sellar      | Debbie McKenna                                   | ЧШК 2018           |

(скипы выделены полужирным шрифтом)